# Haplochela mundana
Haplochela mundana är en fjärilsart som beskrevs av Edward Meyrick 1914. Haplochela mundana ingår i släktet Haplochela och familjen stävmalar. Inga underarter finns listade i Catalogue of Life.